# 帕斯卡尔·若利奥
帕斯卡尔·若利奥（法語：Pascal Jolyot，1958年7月26日—），生于枫丹白露，法国男子击剑运动员。他曾获得1980年夏季奥运会击剑比赛男子花剑团体金牌和男子花剑个人银牌。